# 다니엘 알프레드손 (아이스하키 선수)
다니엘 한스 알프레드손(스웨덴어: Daniel Hans Alfredsson, 1972년 12월 11일 ~ )은 스웨덴의 은퇴한 아이스하키 선수로 포지션은 라이트윙이다. 내셔널 하키 리그(NHL)에서 총 18시즌을 활동했으며, 총 17시즌을 오타와 세너터스, 마지막 1시즌은 디트로이트 레드윙스에서 활약했다. 특히 오타와 세너터스의 프랜차이즈 스타로 군림했으며, 1999년부터 2013년까지 세너터스의 최장 기간 주장을 맡았다. 또한 세너터스 소속 선수로서 최다 경기(1178경기), 팀 최다 골(426골), 최다 어시스트(682어시스트), 최다 포인트(1108포인트)를 기록했다. 2010년 10월 22일에는 버펄로 세이버스와의 경기에서 3골을 넣으며, 75번째로 NHL 통산 1000 득점을 기록한 선수가 되었다.
스웨덴 아이스하키 국가대표팀 선수로 활동하였으며, 올림픽에 5번 출전하여 2006년에 금메달, 2014년 대회에서 은메달을 획득했다. 또한 세계 아이스하키 선수권 대회에 7회 출전하여 준우승 2회, 3위 2회를 달성했고, 아이스하키 월드컵에 2번 출전하여 1996년 대회에서 동메달을 획득했다.